# Крылья (группа)
«Кры́лья» — украинская хеви-метал-группа, основанная в 2004 году в городе Николаеве. Тематика песен балансирует от поднимаемых жизнью проблем до мифических легенд и сказаний.

## История
История группы начинается в 2004 году в городе Николаеве, когда на репетиционной базе университета им. Мечникова встретились Олег Дайнеко и Александр Плюснин. Обнаружив общие интересы, ребята нашли ещё троих единомышленников и создали первый состав группы. По предложению Олега Дайнеко коллектив назвали "Крылья«. С самого начала группа взяла курс на классический хеви в стиле таких групп, как Iron Maiden и Ария.
В конце мая 2005 года в группу пришёл басист Константин Кондратьев. На тот момент репертуар состоял в основном из каверов на песни группы Ария и нескольких своих песен. Расширению своего репертуара мешала нестабильность состава — отсутствовали постоянные барабанщик и гитарист.
В начале июля 2005 года в группу приходит гитарист Юрий Долганов, ранее игравший вместе с Кондратьевым в нескольких совместных проектах. С укрепившимся составом начинается более быстрое развитие группы. «Крылья» выходят на лидирующие позиции николаевской рок-сцены.
В 2007 году группа выпускает свой первый студийный демо-альбом под названием «Время пошло», записанный на николаевских студиях Pan Sound и Bestia Records. Также 2007 год ознаменовался укреплением существующего на тот момент состава, благодаря чему группа впервые выступает на фестивалях международного уровня, таких как байк-слет «Гоблин-шоу 2007», «Осенний рок-н-ролл 2007» и «Classic Metal Party (Tribute to Iron Maiden)».
Начало 2008 года ознаменовалось очередным обновлением команды. Группа принимает участие в телевизионном конкурсе «Музыкальный бум», где занимает первое место. В феврале следует совместный концерт с группой "Эпидемия« (Москва) и группой Conquest (Харьков). Летом выпускается интернет-сингл «Крылья». В сентябре группа выступила в Санкт-Петербурге совместно с группой «Citadel» в клубе «Арктика».
В феврале 2009 года начинается запись следующего альбома. В 2009 группа плотно гастролирует по Украине (Одесса, Львов, Киев, Севастополь) и России ( Москва), и выступает хедлайнером на закрытии международного фестиваля «Гоблин-Шоу 11». После выпуска альбома «В краю потерянных душ» осенью 2009 года группа сразу же начинает работу над материалом следующего альбома.
В 2010 году был выпущен сингл «Тамерлан». В состав сингла входят две композиции — одна титульная — «Тамерлан», вторая — кавер-версия одной из композиций Iron Maiden — Revelations («Откровение»).
Летом 2010 состоялся тур Крыльев и московской группы EVERLOST по городам Украины (ECLECTICA TOUR 2010), а также выступление на крупнейшем российском фестивале «Нашествие».
26 августа 2010 группа заявляет о начале работы над новым альбомом.
5 октября 2010 года стало известно, что «Крылья» исполнят кавер-версию композиции «Бой продолжается» группы Ария на трибьют-альбоме "A Tribute to Ария. XXV«. 23 октября группа заявляет о начале записи нового полноформатного альбома.
27 ноября 2010 года, к юбилейному концерту Арии в «Олимпийском», вышел трибьют-альбом «A Tribute to Ария. XXV». 29 ноября поступил в широкую продажу.
3 декабря 2010 года запись нового альбома завершена.
24 марта 2011 года «Крылья» выпускают на лейбле CD-Maximum новый альбом «Горизонт». Альбом был записан в киевской студии Morton.
В роли приглашённого музыканта выступил Илья Мамонтов (бас-гитарист Эпидемии).
В августе 2011 года группа «Крылья» начала всеукраинский гастрольный тур «Вторжение», в котором в качестве специального гостя принимал участие Артур Беркут.
Спустя немного времени группа во второй раз выступает с Артуром Беркутом в качестве специальных гостей, но уже в Одессе.
Начало 2012 года ознаменовалось кадровыми изменениями. В марте группу покидают барабанщик Егор Сидельников и гитарист Юрий Долганов, после чего начались поиски музыкантов…
Вскоре стали известны новые участники группы — Александр Сечин — барабаны и Дмитрий Божков — гитара. И уже в июле группа выпускает свой дебютный клип на песню «Горизонт».
После завесы тишины в 2014 году Крылья выпускают интернет- сингл «За стеной» с одноимённой песней, немного времени спустя группа перезаписала песню под названием «Колесо судьбы» и обнародовала её в группе.В июле группа приступила к подготовке к записи нового альбома.
02 декабря 2014 группа приступает к записи НОВОГО полноформатного альбома под названием «Меж двух огней».
31 декабря 2015 выходит интернет — сингл группы под названием «Человек дождя». Группа готовится к релизу студийного альбома!
30 января 2016 выходит новый альбом группы под названием «Меж двух огней». Группа активно готовится к концертам и гастрольному туру…
20 сентября 2017 вышел новый сингл группы, под названием «S.T.A.L.K.E.R.», в который вошли две композиции из будущего альбома, «Души — птицы», и одноимённая «S.T.A.L.K.E.R.».

## Состав группы
| Текущий состав |
| --- |
| - Александр Плюснин — вокал - Олег Дайнеко — гитара - Николай Тинигин - ударные - Олег Иванов - бас-гитара |
| Бывшие участники |
| - Константин Кондратьев - бас-гитара - Вячеслав Бадунь - бас-гитара - Вячеслав Сигайло - бас-гитара - Константин Котик - вокал - Александр Воронин - Ударные - Сидельников Егор - Ударные - Александр Сечин - Ударные - Долганов Юрий - гитара - Роман Шпагин — гитара - Дмитрий Божков - гитара - Ден Босый - гитара |

## Дискография

### Студийные альбомы
- 2007 — «Время пошло» (демо-альбом)
- 2009 — «В краю потерянных душ»
- 2011 — «Горизонт»
- 2016 — «Меж двух огней»
- 2018 — «Грани реальности»

### Синглы
- 2008 — «Крылья» (макси-сингл)
- 2010 — «Тамерлан»
- 2011 — «Symptom Of The Universe» (Black Sabbath cover)
- 2012 — «Царь Природы» (Мастер cover)
- 2014 — «За стеной»
- 2014 — «Колесо судьбы»
- 2015 — «Человек дождя»
- 2017 — «S.T.A.L.K.E.R.»
- 2018 — «Сын луны»

### Видеоклипы
- "Горизонт" (2012)
- The Curse/Проклятие (2017)

### Каверыпесен
| №  | Название                                  | Альбом                 | Год  | Автор         |
| -- | ----------------------------------------- | ---------------------- | ---- | ------------- |
| 1. | The Evil That Men Do (Зло, что мы творим) | Крылья (макси-сингл)   | 2008 | Iron Maiden   |
| 2. | Revelations                               | Тамерлан               | 2010 | Iron Maiden   |
| 3. | The Trooper                               | Тамерлан               | 2010 | Iron Maiden   |
| 4. | Бой продолжается                          | A Tribute to Ария. XXV | 2010 | Ария          |
| 5. | Symptom Of The Universe (Закон Вселенной) | интернет версия        | 2011 | Black Sabbath |
| 6. | Царь-природы                              | интернет версия        | 2012 | Мастер        |